# George Aghedo
George Aghedo (Lagos, 7 agosto 1940 – Milano, 30 luglio 1996) è stato un percussionista e cantante nigeriano residente in Italia.

## Biografia
Aghedo suonava tutti i tipi di percussione, con la predilezione per le conga. E fu proprio grazie a questo strumento che, quando giunse in Italia e precisamente a Milano (dopo una parentesi in Emilia-Romagna), divenne in brevissimo tempo una "star" delle percussioni. Nel 1976 registrò come turnista con l'orchestra di Pino Presti il suo primo album, dal titolo 1st Round, e da quel momento importanti artisti e musicisti italiani e stranieri, in ambito jazz, pop, funk, lo vollero al loro fianco per registrazioni discografiche, concerti e show televisivi. Tra i tanti Sonny Taylor, Brian Auger, Mina, Mia Martini, Banco del Mutuo Soccorso, Pino Daniele, Giuni Russo, Miguel Bosé, Tullio De Piscopo, Andrea Mingardi, Augusto Martelli, Johnny Sax, Pampa Pavesi, Ivano Fossati, Peppe Taglieri, Celeste.
Nell'estate del 1978 aveva suonato negli ultimi concerti di Mina a Bussoladomani, riscuotendo un significativo successo personale.
Nel corso degli anni la sua carriera si sviluppò anche a livello solistico, con diverse registrazioni discografiche tra le quali spicca il singolo Are You Ready che, postumo, nel 2011, entrò nella USA Top 20 Charts.

## Omaggi
- Il 17 novembre 1996 con Remembering Aghedo, al Ca' Bianca Club di Milano, gli viene reso un omaggio da parte di molti degli artisti che hanno lavorato con lui dal suo arrivo in Italia.